# ピエトロ・ジャンノーネ

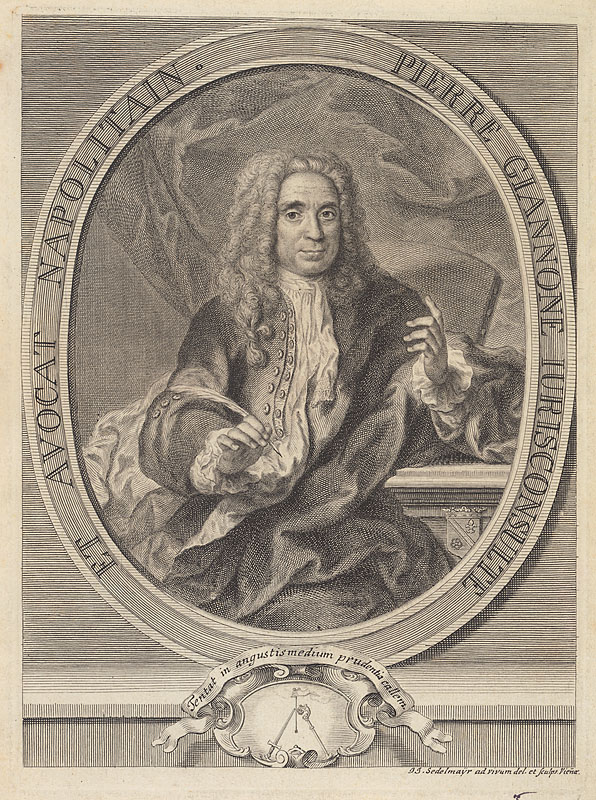
ピエトロ・ジャンノーネ

ピエトロ・ジャンノーネ（Pietro Giannone, 1676年5月7日 - 1748年3月7日）は、イタリアの歴史家。

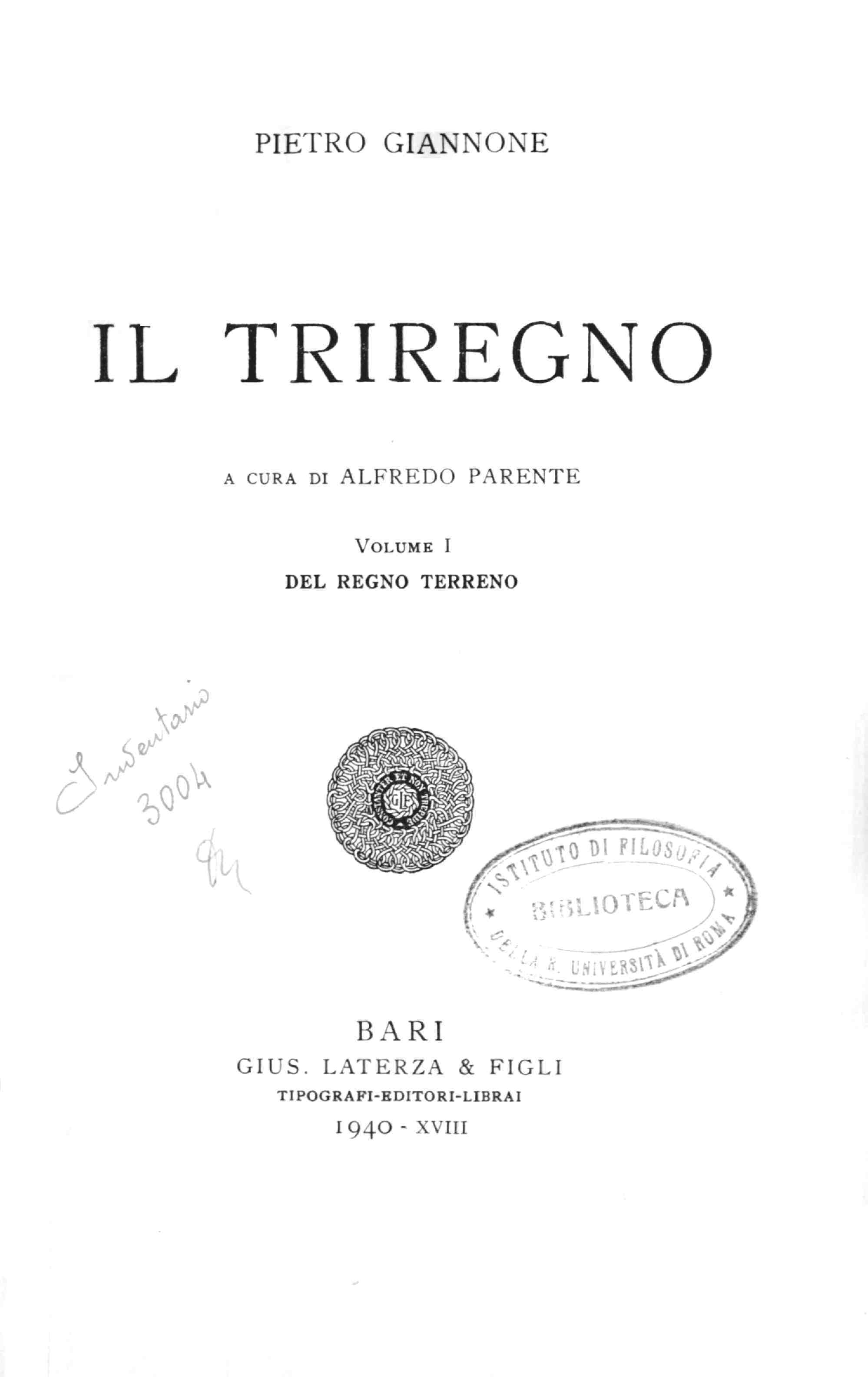
Il Triregno. Del regno terreno, Laterza, 1940

『ナポリ史　Storia cicile del regno di Napoli』を1723年に刊行。その中で、「ナポリの中世に関する真実を思い切って明らかにし」（スタンダール『ローマ散歩』より）、教皇の俗権と教皇庁の懲罰の苛酷を攻撃したために破門され、ウィーンやヴェネツィアに亡命したが捕らえられ、1736年からサルデーニャに終身禁錮となり、トリノで獄死する。スタンダールは、圧政への抵抗のために死んだ歴史家としてその著書でたびたび言及している。